# Neromhof

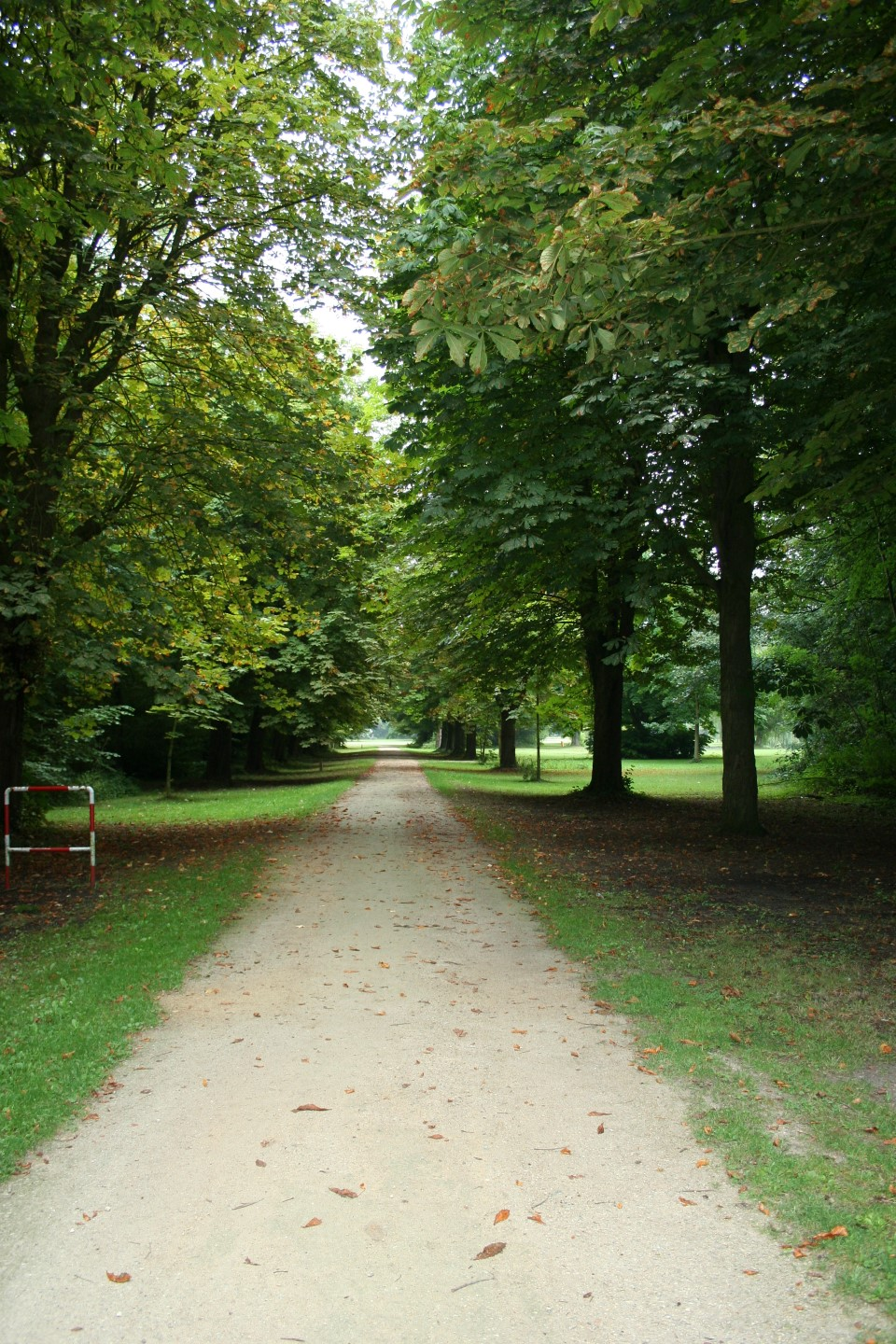
Dreef in het Neromhof

Het Neromhof is een gemeentelijk park in het gehucht Nerom, dat deel uitmaakt van de tot de Vlaams-Brabantse gemeente Meise behorende plaats Wolvertem, gelegen aan De Biest en Ossegemstraat 163.

## Geschiedenis
In 1905 liet de arts Karel Jacobs een kasteelachtig huis bouwen in cottagestijl. Dit was dermate groot dat het op kaarten als château werd aangeduid. Naast dit huis was er een boerderij met koetshuis en een groot poortgebouw met portierswoning. Naast een moestuin omvatte het domein ook een park in landschapsstijl van 9,5 ha. Hierin lag een vijver met een eilandje.
Het landhuis werd in 1914 door de Duitse invallers verwoest. In 1920 werd het herbouwd maar het leed tijdens de Tweede Wereldoorlog opnieuw grote schade. Hierna werd het niet herbouwd maar werd volstaan met een landhuis op het domein.
In 1976 werd het landhuis aangekocht door de stichting Levedale en er kwam een leefgemeenschap voor volwassen verstandelijk gehandicapten. Het park was in 1975 al door de gemeente aangekocht en het werd ingericht als openbaar park.
Het imposante in cottagestijl uitgevoerde poortgebouw is nog steeds aanwezig.

## Park
Het park werd aangelegd in het begin van de 20ste eeuw. Dr. Karel Jacobs liet rond zijn cottage een park in landschappelijke stijl aanleggen met een vijver, eiland en een dreef.   
De oudste bomen in het park staan in de buurt van de villa en de vijver. Het gaat om typische parkbomen zoals: witte paardenkastanje (aesculus hippocastanum), gewone plataan (platanus x hispanica), bruine beuk (fagus sylvatica f. purpurea), treurwilg (salix alba Tristis),  zomereik (quercus robur) en es (fraxinus excelsior). Uit dezelfde periode stammen ook: de noorse esdoorn (acer platanoides), hangende zilverlinde (tilia petiolaris), corsicaanse den (pinus nigra Laricio), fijnspar (picea abies), enkele cipressen, rododendron en twee steeliepen (ulmus laevis). Meerdere bomen uit deze periode hebben reeds een mooie omvang bereikt.
Een vernieuwing van het bomenbestand gebeurde in de jaren 1920. De dreef werd beplant met witte paardenkastanjes en nieuwe soorten werden aangeplant: rode paardenkastanje (aesculus x carnea), vederesdoorn (acer negundo) en een trompetboom met geel blad (Catalpa bignonioides Aurea).
In het oude bos ten zuiden van de villa werden vista's aangelegd. Dit waren brede open stroken van waaruit men uitzicht had op de cottage. Het bos zelf is een restant van het zogenaamde 'Secretarisbos'. Het gaat om een waardevol Ferrarisbos (bos dat hier al stond toen de Ferraris kaarten werden getekend in 1771-1778) en bestaat uit eiken en essen.